# Cenere (romanzo)
Cenere è un romanzo di Grazia Deledda, scrittrice italiana e premio Nobel per la letteratura, pubblicato nel 1903 a puntate nel periodico fiorentino Nuova Antologia e nel 1904 a Roma in volume unico. Nel 1917 fu realizzata da Febo Mari una riduzione cinematografica con l'interpretazione di Eleonora Duse.

## Trama
La quindicenne Rosalia "Olì" Derios, che abita, con il padre Micheli e i fratellini, in una casa cantoniera nella campagna sarda, fa la conoscenza del giovane Anania, un sognatore che vagheggia di tesori nascosti nelle nuraghe, e mezzadro di un ricco proprietario dei cui campi situati nelle vicinanze si prende saltuariamente cura, risiedendo a Nuoro. I due si innamorano. Micheli scopre che Anania, contrariamente a quanto asseriva, in realtà era un uomo sposato. Il che non distoglie gli amanti dal loro rapporto, ma quando il padre si accorge "che sua figlia aveva peccato", inesorabile, la caccia di casa. 
Anania la conduce da Grathia Atonzu, una sua lontana parente, vedova di un bandito, che vive a Fonni col figlio minore Zuanne, di quattro anni. Olì, qualche tempo dopo partorisce il figlio di Anania, battezzato col nome paterno, e negli anni successivi la giovane madre e il figlio, che, crescendo, si farà amico di Zuanne, vivono - mentre di Anania padre scarseggiano notizie - accolti amorevolmente a casa di Grathia. Un grave alterco con quest'ultima convince Olì a lasciare la casa: ella si reca col figlio, ormai di sette anni, a Nuoro, e lo introduce a casa del padre, facendo poi perdere le proprie tracce. Tatàna, la moglie di Anania padre, si affeziona al bimbo, che d'ora in avanti vivrà nella casa paterna.
Anania padre, a Nuoro, gestisce un frantoio sempre di proprietà del possidente di cui aveva curato i campi: Daniele Carboni, sindaco della città e benefattore dei meno abbienti, di diversi dei quali si prende cura, come padrino della cresima. Fra di essi Anania figlio. Avendo appurato l'intenzione del giovane Anania di intraprendere una professione, il signor Carboni si assume l'onere di finanziargli, in futuro, gli studi. Anania figlio fa la conoscenza di altri coetanei nel nuovo ambiente, ed ha fra i suoi primi compagni di gioco Margherita, figlia di Carboni. Passano gli anni, e, quando Anania è studente ginnasiale, fra lui e Margherita si instaura un rapporto amoroso. Le differenze di classe sociale si fanno sentire, e inoltre Anania soffre della condizione di figlio illegittimo, e teme che possa inficiare il rapporto con l'amata, che peraltro non sembra esserne infastidita. 
Anania si trasferisce prima a Cagliari, dove trascorre gli anni del liceo e i primi della facoltà di Legge, poi a Roma, per completare gli studi universitari. Il rapporto con Margherita prosegue, ed anche il padre di lei, Daniele Carboni – reso edotto della situazione -  non manifesta soverchie difficoltà. In Anania era sempre stata presente l'intenzione di rintracciare la madre e starle vicino, nonostante l'avesse abbandonato, sollevandola dalla nomea di donna disonorata e possibile vittima di ulteriori vicende disonorevoli. L'aveva cercata in lungo e in largo, e alla fine l'aveva ritrovata non lontana da Fonni, e si erano incontrati a casa di Grathia. Olì appariva terribilmente invecchiata. Anania le aveva manifestato l'intenzione di provvedere a lei, anche se ciò avrebbe potuto significare la fine del suo rapporto con Margherita, impossibilitata dalle convenzioni sociali ad avere a che fare con una possibile suocera disonorata e degradata. Olì, a conoscenza del rapporto del figlio con Margherita avrebbe voluto togliersi di mezzo per non ostacolarlo.
Anania torna a Nuoro. Nel giro di qualche ora, a seguito di incomprensioni mal definite, il rapporto fra Anania e Margherita ha tristemente termine. Anania viene richiamato a Fonni. Vi trova la madre morta, suicida.

## Edizioni
- 1903, Nuova Antologia, Firenze (a puntate)
- 1904, Nuova Antologia, Roma
- 1910, Treves, Milano

### In russo
- 1915 e nel 1917, Mosca [4]